# Gran Premio di Lugano 2011
Il Gran Premio di Lugano 2011, ventinovesima edizione della corsa, valido come evento dell'UCI Europe Tour 2011 categoria 1.1, fu disputato il 27 febbraio 2011 su un percorso di 178,58 km. Fu vinto dall'italiano Ivan Basso al traguardo con il tempo di 4h23'04" alla media di 40,722 km/h.

## Ordine d'arrivo (Top 10)
| Pos. | Corridore         | Squadra       | Tempo    |
| ---- | ----------------- | ------------- | -------- |
| 1    | Ivan Basso        | Liquigas      | 4h23'04" |
| 2    | Fabio Duarte      | Geox-TMC      | s.t.     |
| 3    | Giovanni Visconti | Farnese Vini  | a 16"    |
| 4    | Jure Kocjan       | Type 1-Sanofi | s.t.     |
| 5    | Leonardo Duque    | Cofidis       | s.t.     |
| 6    | Fortunato Baliani | D'Angelo      | s.t.     |
| 7    | Rinaldo Nocentini | AG2R La Mond. | s.t.     |
| 8    | Aleksandr Efimkin | Type 1-Sanofi | s.t.     |
| 9    | Mauro Finetto     | Liquigas      | s.t.     |
| 10   | David Blanco      | Geox-TMC      | s.t.     |